# Bączkowski i inni przeciwko Polsce
Bączkowski i inni przeciwko Polsce – sprawa, która toczyła się przed Europejskim Trybunałem Praw Człowieka w Strasburgu. Finalnie Trybunał jednogłośnie orzekł, że zakaz organizacji Parady Równości w Warszawie, wydany przez prezydenta Warszawy w 2005 roku, naruszał artykuły 11, 13 i 14 Europejskiej Konwencji Praw Człowieka. Wyrok ten ogłoszono 3 maja 2007 roku. Orzeczenie to głosi ponadto, że zakaz organizowania parad mniejszości seksualnych jest sprzeczny z prawem do wolności zgromadzeń i zrzeszania się.
Stroną skarżącą w sprawie byli: Tomasz Bączkowski, Robert Biedroń, Krzysztof Kliszczyński, Yga Kostrzewa, Tomasz Szypuła oraz Fundacja Równości. Pełnomocnikiem oskarżycieli był Zbigniew Hołda.

## Tło
W 2005 roku ówczesny Prezydent Warszawy (późniejszy Prezydent Polski) Lech Kaczyński odmówił przemarszu parady osób LGBT przez miasto, uzasadniając swoją decyzję tym, że organizatorzy nie przedstawili planu organizacji ruchu, że taka parada promowałaby „homoseksualny styl życia” w Warszawie, sprzeciwiał się również „propagowaniu orientacji homoseksualnej”. Jednak pomimo formalnego zakazu 11 czerwca 2005 roku marsz odbył się. Wzięło w nim udział około 2500 osób.
Na dzień przed paradą, 10 czerwca 2005 roku, jej organizatorzy odwołali się do wojewody mazowieckiego, argumentując, że decyzja miasta naruszyła ich prawo do pokojowego zgromadzania się. Wojewoda orzekł, że wymóg miasta dotyczący planu organizacji ruchu był niezgodny z prawem i że parada została bezprawnie ograniczona. Dalsze postępowanie zostało umorzone ze względu na to, że parada już się odbyła.
16 grudnia 2005 roku organizatorzy parady, pod przewodnictwem Tomasza Bączkowskiego, wszczęli postępowanie sądowe przeciwko Rzeczypospolitej Polskiej przed Europejskim Trybunałem Praw Człowieka, twierdząc, że ich prawo do pokojowego zgromadzenia zostało naruszone i że zostali potraktowani w sposób dyskryminujący, biorąc pod uwagę, że inne marsze mogły odbyć się 11 czerwca. ETPCz przyjął sprawę do rozpoznania w dniu 5 grudnia 2006 roku.

## Wyrok
Europejski Trybunał Praw Człowieka orzekł, iż mimo że marsz ostatecznie się odbył, to fakt, że został on zakazany przez władze miasta, stanowi naruszenie wolności zgromadzeń na podstawie artykułu 11 Europejskiej Konwencji Praw Człowieka. Ponadto w orzeczeniu potwierdzono, że:

Obowiązek państwa do zapewnienia rzeczywistego i skutecznego poszanowania wolności zrzeszania się i zgromadzeń miał szczególne znaczenie dla osób o niepopularnych poglądach lub należących do mniejszości, ponieważ byli bardziej narażeni na wiktymizację.

Sąd stwierdził również, że Polska naruszyła artykuł 14 Konwencji, ponieważ inne marsze, które odbyły się tego samego dnia, nie podlegały takim samym warunkom jak marsz na rzecz praw gejów i lesbijek, a co za tym idzie, mogły one mieć miejsce. Ponadto sąd orzekł, że doszło do naruszenia artykułu 13 Konwencji dotyczącego prawa do skutecznego środka odwoławczego, ponieważ organizatorzy nie mieli do dyspozycji żadnej procedury prawnej, która umożliwiłaby im odwołanie się od decyzji przed dniem, w którym marsz miał się odbyć.

## Reakcje
Wyrok został uznany przez środowiska LGBT jako przełomowa decyzja w sprawie praw mniejszości seksualnych do wolności zgromadzeń. Według Roberta Biedronia, lidera Kampanii Przeciw Homofobii – polskiej organizacji na rzecz praw osób LGBT, orzeczenie to było „bardzo ważnym krokiem w kierunku równości gejów i lesbijek w Polsce a także w kilku innych krajach Europy Środkowej i Wschodniej".

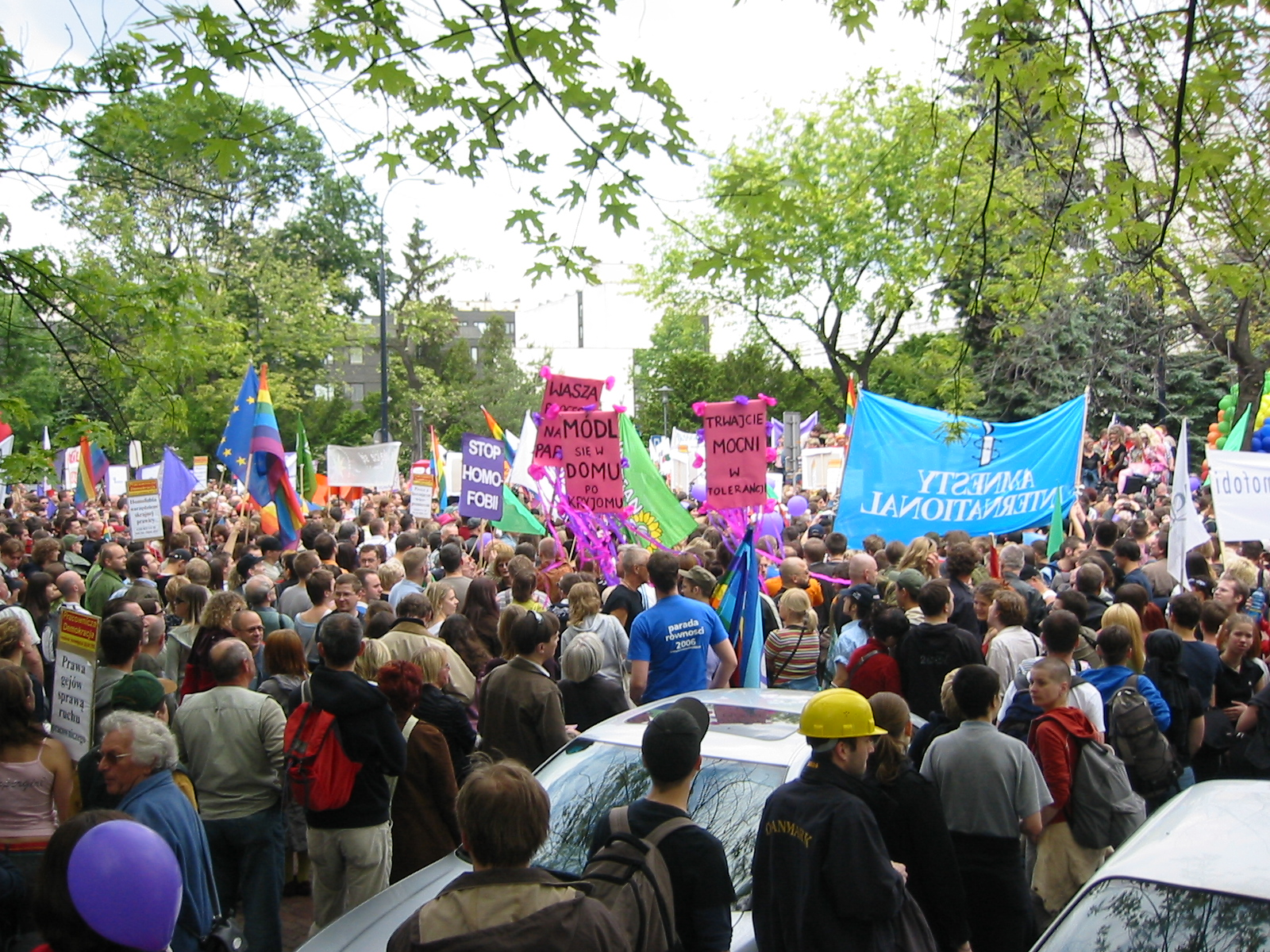
Parada Równości 2006

Michael Cashman, szef Intergrupy Parlamentu Europejskiego ds. Praw Gejów i Lesbijek, stwierdził:

Jestem bardzo zadowolony z tego orzeczenia. Jest to potwierdzenie wszystkiego, co mówiliśmy o działaniach rządu polskiego przeciwko podstawowym wolnościom polskich kobiet i mężczyzn ze środowisk LGBT.

Sarah Ludford, posłanka do Parlamentu Europejskiego z ramienia Liberalnych Demokratów Wielkiej Brytanii, oświadczyła, że „wyrok ten jest niezwykle ważny, ponieważ po raz pierwszy Europejski Trybunał Praw Człowieka wypowiedział się konkretnie w sprawie zakazu marszu równości i homoseksualizmu. Wyjaśnienie że wolność zgromadzeń ma pełne zastosowanie do tych wydarzeń, jest jednak mile widziana”.
Władze polskie nie wydały po wyroku oficjalnego komentarza. Sekretarz stanu Maciej Łopiński stwierdził jednak, że „prezydent Lech Kaczyński może podjąć dalsze działania”, a w 2007 roku pojawiły się spekulacje, że prezydent Polski może odwołać się od wyroku (co jednak nie nastąpiło).